# Monozukuri
Il termine monozukuri/monodzukuri è di origine giapponese e designa letteralmente "la realizzazione di cose". Pur se comunemente tradotto in "produzione", si tratta di un lemma da leggersi con connotazione più ampia. Esso, infatti, si compone di due parti: mono 物（もの）e zukuri 造り ( づくり), che significano rispettivamente "cosa" e "creazione/realizzazione o fabbricazione".

## Principali riferimenti e contesti d'uso
Il vocabolo è utilizzato comunemente in giapponese sia in ambito industriale che riferendosi alle arti e ai manufatti in genere. In Italia è stato importato intorno al 2006 con riferimento alla gestione aziendale, unitamente ad altri termini di management e direzione d'impresa.
In quest'ultimo contesto esso sta ad indicare un insieme di processi, che in sé comprendono attività di pensiero, di organizzazione e di azione finalizzati alla realizzazione di beni. In ambito tecnico-industriale, in cui il termine trova la maggior parte delle applicazioni, non sembra pertanto del tutto corretto ridurre alla sola "produzione" il significato della parola. Piuttosto, considerando le funzioni di cui è tipicamente costituita un'organizzazione aziendale, alcuni studi confermano che si debba far corrispondere il monozukuri al complesso di attività espletate dalle funzioni di R&S, acquisti, industrializzazione e produzione, mentre una più asciutta corrispondenza con le funzioni di produzione in senso stretto non sembra calzare la visione originaria associata a questo termine.
Dal punto di vista linguistico è interessante notare che la scrittura sillabica giapponese (hiragana) consente una duplicità di interpretazione che amplia la sfera semantica del termine. Infatti, la prima parte "mono" （もの）può trovare corrispondenza fonetica anche con l'ideogramma 者 (=persona) e lasciare intendere che la parte zukuri 造り(づくり) sia riferita ad un ambito che comprende cose e persone. Per distinguere con esattezza le due accezioni possibili, è nata anche la parola hitozukuri, traslitterata dal giapponese 人づくり. In questa nuova voce, il primo simbolo grafico è infatti l'ideogramma 人= ひと・hito= persona.
Seppur parzialmente, questo aspetto di indefinitezza e di versatilità si può ricondurre alla matrice di cultura religiosa shintoista del Giappone. Essa prevede infatti una fondamentale riconoscenza ad ogni creatura ed elemento del creato, cui è riservata una particolare attenzione. In tal senso è giusto intendere che la voce "monozukuri" denoti una filosofia e uno "spirito di intenti" dai contorni non strettamente marcati, piuttosto che impegnare ad una corrispondenza fisica determinata e circoscritta. Essa implica infatti una sfumatura di considerazione di ogni oggetto (materiale, attrezzatura e impianti, componenti e prodotto finito) che giunge sino al "prendersi cura" di ciò che si ha a disposizione. Di qui l'attenzione a non sprecare e perseguire continuamente il miglioramento (kaizen) nell'operatività quotidiana, nella gestione e nell'organizzazione.
Detta visione ha portato nella gestione industriale a sviluppare metodologie e tecniche che puntano all'efficienza, all'incremento di produttività e qualità, alla riduzione di costi e, in generale, all'eliminazione dello spreco (muda).
Dalla cultura del monozukuri sono nati sistemi di gestione aziendale universalmente noti, quali il Toyota Production System ed il "pensiero snello" o Lean thinking.
In Giappone esistono vari centri di formazione perlopiù associati a facoltà tecniche universitarie, la cui denominazione contiene il termine monozukuri e ogni anno sono presentati sul tema vari appuntamenti in ambito convegnistico e formativo.
Il METI (Ministero per il Commercio e l'Industria giapponese) pubblica annualmente studi sull'andamento della produzione industriale in White Papers (libri bianchi) disponibili anche in formato elettronico sul sito dello stesso organo ministeriale.